# Union Park (Trinidad y Tobago)
Union Park es una localidad de Trinidad y Tobago, que forma parte de la ciudad de San Fernando.

## Geografía
La localidad abarca parte de la isla Trinidad y limita al norte con Union Village, al sur con Tarouba, al este con Palmyra (localidad perteneciente a la región de Princes Town) y al oeste con Marabella.

## Demografía
Datos demográficos de la localidad de Union Park:
| Gráfica de evolución demográfica de Union Park entre 2000 y 2011 |
|                                                                  |